# Y Piscis Austrini
Y Piscis Austrini är en misstänkt variabel (CST:) i stjärnbilden Södra fisken. 
Stjärnan har fotografisk magnitud +11,5 och variationer av okänt omfång.